# 瓦利鎮區 (堪薩斯州巴伯縣)
瓦利鎮區（英語：Valley Township）為位在美國堪薩斯州巴伯縣的鎮區。2010年美国人口普查中該鎮區人口有147人。

## 地理
瓦利鎮區涵蓋面積93.69平方（36.17平方英里），境內擁有一座城鎮：伊莎貝爾。

### 溪流
通過此鎮區的溪流有：
- 奇肯溪（Chicken Creek）

### 機場
- 范蘭金降落跑道（Van Rankin Landing Strip）

## 人口統計
根據2010年美國人口普查，瓦利鎮區人口有147人，人口密度為1.57人/平方公里。種族方面，97.28%為白人；0%為非裔美洲人；0.68%為美洲原住民；0%為亞洲人；0%為太平洋島民；1.36%為其他種族；另外有0.68%為兩個或以上的種族。而西班牙裔美國人或拉丁美洲人佔該鎮區人口的4.76%。

## 外部連結
- USGS Geographic Names Information System (GNIS) （页面存档备份，存于）
- US-Counties.com
- City-Data.com （页面存档备份，存于）